# Šareni tinamu
Šareni tinamu (lat. Crypturellus casiquiare) je vrsta ptice iz roda Crypturellus iz reda tinamuovki. 
Živi u nizinskim vlažnim šumama u tropskim i subtropskim regijama Južne Amerike, na nadmorskoj visini od 100 do 200 metara ili niže. Udomaćen je u istočnoj Kolumbiji i južnoj Venecueli.
Dug je oko 25 centimetara. Žućkasto-smeđe je boje, s crnim prugama na leđima. Grlo je bijelo, a prsa i veći dio vrata su blijedo-sive boje. Trbuh je bijel, glava i vrat su kestenjaste boje. Noge su maslinasto-zelene. Ženki su blijeđa leđa nego kod mužjaka. 
Hrani se plodovima s tla ili niskih grmova. Također se hrani i malom količinom biljnih dijelova i manjih beskralježnjaka, posebice mrava i termita. Mužjak inkubira jaja koja mogu biti od čak četiri različite ženke. Inkubacija obično traje 2-3 tjedna.

## Vanjske poveznice
|  | Zajednički poslužitelj ima još gradiva o temi Crypturellus casiquiare |
|  | Wikivrste imaju podatke o taksonu Crypturellus casiquiare             |